# بهار هنوز هم فرا می‌رسد
بهار هنوز هم فرا می‌رسد (به هندی: Baharen Phir Bhi Aayengi) فیلمی محصول سال ۱۹۶۶ و به کارگردانی شاهد لطیف است. در این فیلم بازیگرانی همچون مالا سینها، درمندرا، تانوجا، دون ورما، رحمان ایفای نقش کرده‌اند.